# چوب‌پری دم‌دراز
چوب‌پری دم‌دراز (نام علمی: Thalurania watertonii) نام یک گونه از سرده چوب‌پری است.